# Palazzo delle Zattere
Palazzo delle Zattere — выставочное арт-пространство и венецианская штаб-квартира российского фонда V-A-C Foundation. Открытие состоялось 11 мая 2017 года.

## История
О планах V-A-C Foundation в отношении Palazzo delle Zattere, исторического здания Венецианского порта, стало известно в марте 2015 года. До открытия Palazzo delle Zattere фонд в Венеции в течение пяти лет представлял выставочные проекты на арендованной площадке в Каза дей Тре Очи.
Пространство Palazzo delle Zattere до 2015 года, к моменту передачи в аренду V-A-C Foundation, было разделено на офисные помещения.
Открытие нового выставочного пространства состоялось 11 мая 2017 года и было приурочено к открытию Венецианской биеннале. На площади 2000 м² на четырех этажах был развёрнут проект «Пространство, сила, конструкция», организованный фондом совместно с Чикагским институтом искусств. Проект  включал более ста работ авторов советского искусства 1920-1930-х годов и современных художников со всего мира. Проект был посвящен культурным и общественным трансформациям, которые повлекла за собой Октябрьская революция. На открытии гостей встречали Леонид Михельсон с дочерью Викторией и директор фонда V-A-C Тереза Мавика. Среди гостей были коллекционер Франсуа Пино, Владислав Доронин, Стелла Кесаева, коллекционер, создатель Stella Art Foundation, трижды комиссар российского павильона на биеннале, директор Пушкинского музея Марина Лошак, директор Третьяковской галереи Зельфира Трегулова, директор МАММ Ольга Свиблова, основатель ярмарки Cosmoscow Маргарита Пушкина.
В мае 2022 года активисты левых сил захватили дворец, поскольку Михельсон, будучи в десятке богатейших людей России, с апреля находится под персональными санкциями Великобритании и Канады в связи с войной России против Украины. Принадлежащее Леониду Михельсону здание несколько дней назад сменило вывеску на нейтральное Palazzo delle Zattere.

## Цитаты
- «Мне хочется создать пространство без виз, паспортов — зону без таможни, рядом с бывшей таможней! Там есть два этажа под выставки и два этажа для лекций, резиденций, образовательной программы, над которой мы сейчас работаем, кураторской школы — она сейчас существует как трехнедельный курс, но в планах сделать из нее настоящую школу с длинным циклом обучения. Подчеркиваю, что мы не собираемся просто показывать там коллекцию Леонида Михельсона. Акцент стоит на образование, а не на выставку как самоцель. Отдельные вещи мы будем использовать, но так, как мы делаем это сейчас в лондонской галерее Whitechapel: известные художники вроде Майка Нелсона и Фионы Баннер создают свои кураторские проекты из работ в нашем собрании»[4] — Тереза Мавика, 2015.